# İnhisar
İnhisar ist eine Stadt und ein Landkreis der türkischen Provinz Bilecik. Die Stadt liegt etwa 40 Kilometer südöstlich der Provinzhauptstadt Bilecik.
Der Landkreis liegt im Osten der Provinz. Er grenzt im Westen an Söğüt, im Norden an Gölpazarı und Yenipazar sowie im Osten an die Provinz Eskişehir. Im Süden des Kreises liegen Ausläufer des Gebirges Sündiken Dağları, durch die Stadt fließt der Fluss Sakarya, der im Norden ins Schwarze Meer mündet. Westlich von İnhisar beim Dorf Koyunlu mündet der Değirmen Deresi in den Sakarya. Er durchfließt im Norden des Landkreises die Schlucht Harmankaya Kanyonu mit zwei Wasserfällen. 
Der kleinste Landkreis der Provinz besteht neben der Kreisstadt (44 % der Landkreisbevölkerung) noch aus neun Dörfern (Köy) mit durchschnittlich 188 Einwohnern. Tarpak ist mit 386 Einwohnern davon das größte. Der Landkreis entstand 1990, als zwölf Dörfer und der Hauptort des Bucak İnhisar (Volkszählung 1985: 7426 Einw.) aus dem Kreis Söğüt abgespalten wurden. Der Kreis hat die niedrigste Bevölkerungsdichte der Provinz.